# ララ・クロフト

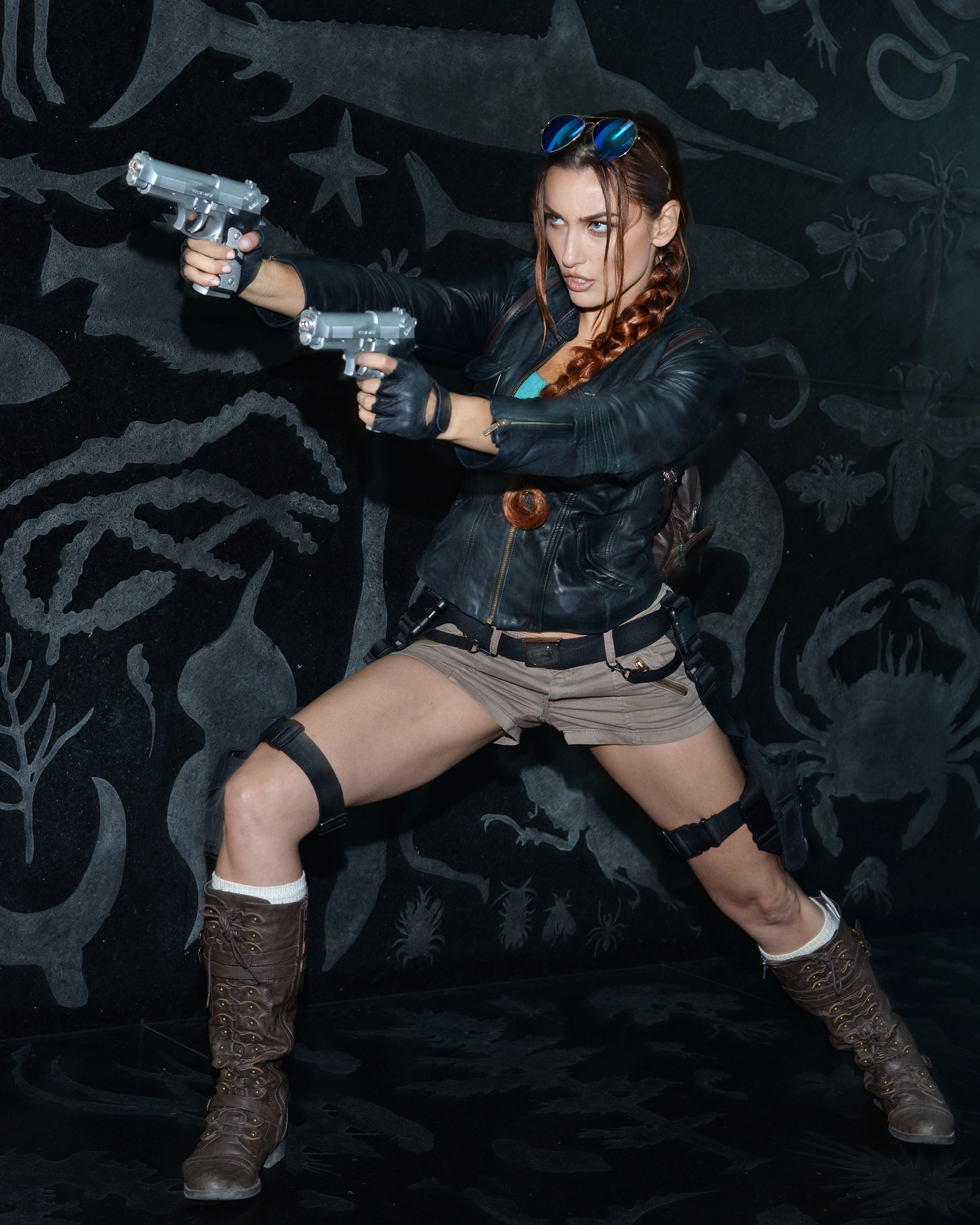
ララ・クロフトのコスプレ

ララ・クロフト（Lara Croft）は、ビデオゲーム『トゥームレイダー』シリーズや、それを原作とする映画に登場する架空のイギリス人。同作の主人公であり「ゲームヒロインとして最も成功した人間の女性」としてギネス・ワールド・レコーズに認定されている。

## 特徴

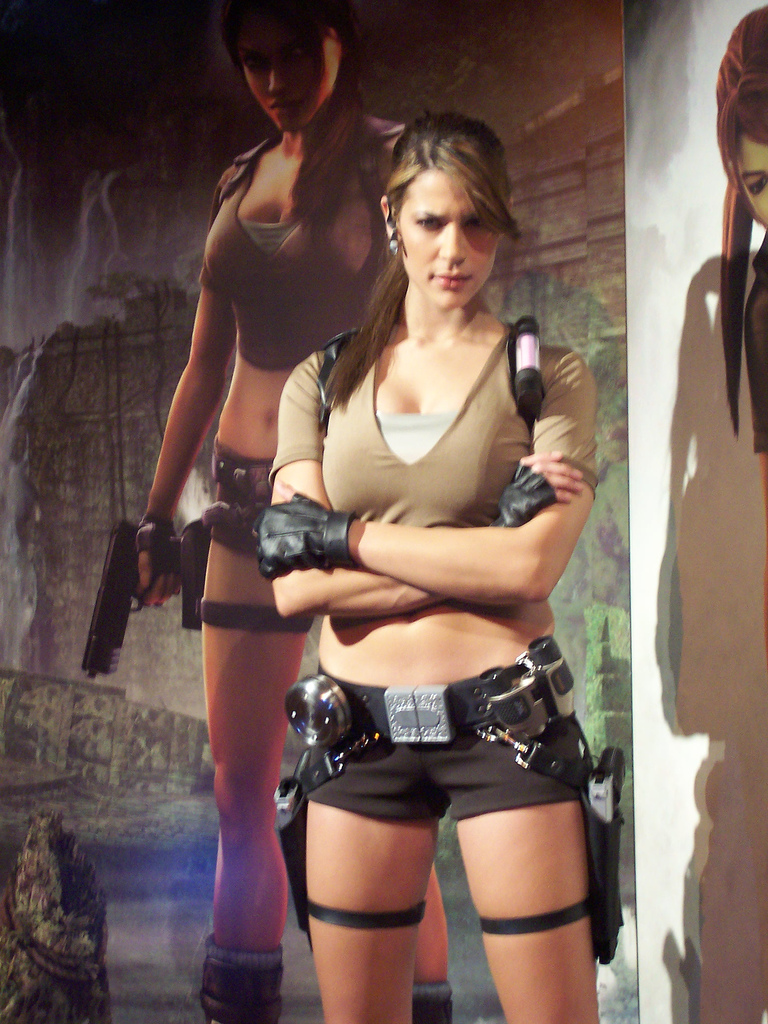
女優Karima_Adebibeによるクロフトの服装。

ララ・クロフトは運動能力が高く、行動力に溢れた女性で、ブラウンの目にレッディッシュブラウンの髪として描かれる。髪はよくplaitかポニーテールに結ばれる。探検をする時に彼女は2丁の拳銃を持っていくが、他の兵器類もシリーズのあらゆるところで使用する。彼女はいくつかの言語を流暢に話す。
このキャラクターの典型的な服装は、ターコイズのタンクトップにライトブラウンの短パン、子牛革のブーツ (calf-high boots) そして丈のある白いソックスである。フィンガーレスグローブ、バックパック、utility beltと共に両側のホルスターそして二丁拳銃がアクセサリーとして含まれる。ビデオゲームの続編では新しい服装のデザインが水中や寒中のような異なった環境のために導入された。後のゲームの中では、crop top、カモフラージュパンツ、 黒もしくはライトブラウンのシャツをクロフトが着用している。

## 経歴・解説
ララの生い立ちはシリーズの間に劇的に変更されている。

### レジェンド以前
第1期間のゲームの説明書の記述では、ロンドンのウィンブルドンに「ヘンシングリー・クロフト」卿の娘として生まれた。彼女は貴族として、そして架空のファリンドンの伯爵のいいなずけとして育てられた。ララはスコットランドのボーディングスクールであるゴードンストウンとスイスのフィニッシングスクールに通っていた。
彼女は21歳の時に飛行機の墜落事故から生き延びて、ヒマラヤで2週間遭難した。この体験は、彼女を以前の生活から遠ざけるとともに彼女を他の冒険を求め世界を回ることに駆り立てた。

### レジェンド〜アンダーワールド
トゥームレイダー レジェンド、トゥームレイダー アニバーサリー、トゥームレイダー アンダーワールドは過去作とは別の新シリーズである。しかし過去作の設定を引き継いでいる部分も存在する。
「レジェンド」の開発時にファンの意見を取り入れララの設定を過去作から引き継ぐ部分と引き継がない部分を判断した。
第2期間のララの物語は、考古学者でアビンドンの伯爵「リチャード・クロフト」卿の娘に変更されている。ララは9歳のときに母親と一緒に乗っていた飛行機がヒマラヤに墜落するという事故に遭遇する。遭難の過程で彼女と母親は遺跡を発見してそこに避難するが母親はその遺跡で消えてしまう。その後ララは生き延びて、消えた母親を探すと同時に父親を殺害したアトランティスの女王ナトラと戦うというストーリーである。

### トゥームレイダー (2013) 以降
トゥームレイダーからシリーズがリブート（過去作との繋がりを断つこと）されている。それに伴いクロフトの設定や性格も変更されている。大学を卒業した21歳の考古学者ララが邪馬台国探索するストーリー。その続編ライズ オブ ザ トゥームレイダーでは父親がトリニティ教団という組織に殺害されたことが語られる。

## 開発経過

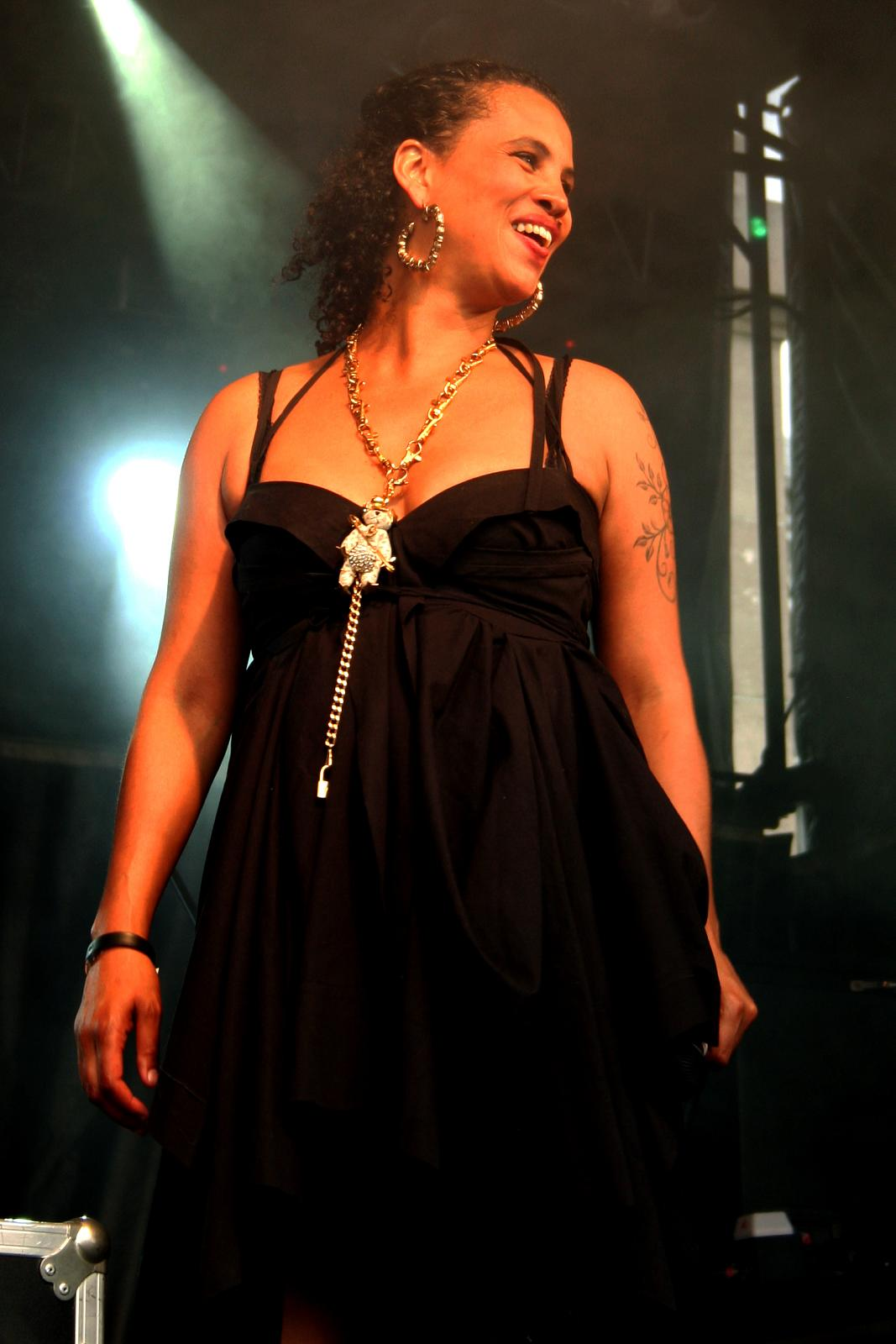
ララ・クロフトの制作の早い段階でスウェーデンの歌手ネナ・チェリーにインスピレーションを受けた。

エイドスの子会社コア・デザインはビデオゲームトゥームレイダースの主人公であるララ・クロフトの開発を1993年に開始した。
リードグラフィックアーティストのトビー・ガードはキャラクターの最終的な外観に行きつくまでに、約5つのデザインを検討した。彼の当初の想定では、主人公は鞭とハットを身につけた男性であった。コア・デザインの共同設立者Jeremy Smithはデザインの特徴付けがインディアナ・ジョーンズの派生品として、さらにオリジナリティーを求めた 。ガードはデザインの観点が女性キャラクターである方がうまくいくと判断した 。また、歌手のネナ・チェリーとコミックブックのキャラクタータンク・ガールにインスパイアされた。
シリーズ初期日本語版のレイラ・クロフトという名前は、当時のプロデューサーが、ララという名前が日本人の感性的に変だと感じたため当時のアニメや曲などにちなんで「レイラ」に変更したものである。

## 影響

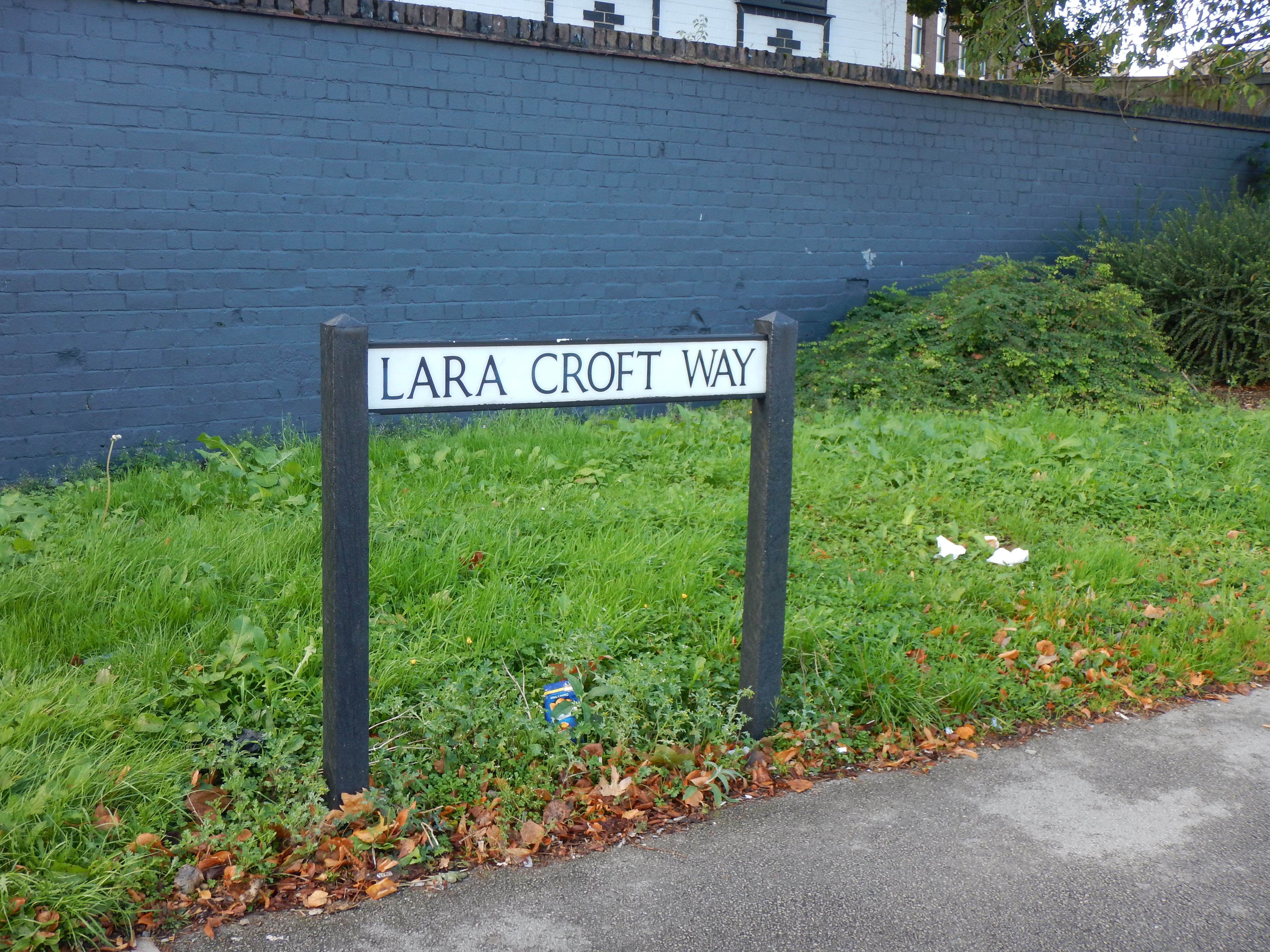
Lara Croft Way イングランドのダービー

ララ・クロフトの1996年（日本では1997年）のデビューは女性がビデオゲームをリードすることを促進したとしてしばしば引き合いに出される。PlayStation Magazineの「Kaiser Hwang」は、彼女がビデオゲームにガールパワーをもたらしたとコメントした。トゥームレイダーの生まれ故郷であるイングランドのダービーで、27,000人以上が参加した通りの名前を決める投票があり、全体の89%の賛成を得て「Lara Croft Way」という名前が付けられた。
またTIME誌の「20世紀で最も影響力のあるエリート」にクロフトがノミネートされた